# As Long as You Love Me (chanson des Backstreet Boys)
Pour les articles homonymes, voir As Long as You Love Me.
Singles par Backstreet Boys (international)
Everybody (Backstreet's Back)
(1997) All I Have to Give
(1998)
Singles par Backstreet Boys (États-Unis)
Quit Playing Games (with My Heart)
(1996) Everybody (Backstreet's Back)
(1998)
As Long as You Love Me est le deuxième single extrait de l'album Backstreet's Back sorti en 1997 du groupe américain Backstreet Boys.

## Classement par pays
| Classement (1997-1998)                  | Meilleure position |
| --------------------------------------- | ------------------ |
| Allemagne (Media Control AG)            | 3                  |
| Australie (ARIA)                        | 2                  |
| Autriche (Ö3 Austria Top 40)            | 2                  |
| Belgique (Flandre Ultratop 50 Singles)  | 4                  |
| Belgique (Wallonie Ultratop 50 Singles) | 7                  |
| Finlande (Suomen virallinen lista)      | 17                 |
| France (SNEP)                           | 19                 |
| Norvège (VG-lista)                      | 5                  |
| Nouvelle-Zélande (RMNZ)                 | 1                  |
| Pays-Bas (Nederlandse Top 40)           | 5                  |
| Royaume-Uni (UK Singles Chart)          | 3                  |
| Suède (Sverigetopplistan)               | 4                  |
| Suisse (Schweizer Hitparade)            | 4                  |